# Elizabeth Porter
Elizabeth Porter (de soltera Jervis; 4 de febrero de 1689 - 17 de marzo de 1752), también conocida como Elizabeth Johnson o Tetty, fue una escritora británica, viuda del comerciante de Birmingham Henry Porter y más tarde esposa del ensayista y poeta inglés Samuel Johnson. La calle Tetty, ubicada en el Municipio de Bromley, fue nombrada en su honor.

## Biografía
Elizabeth nació el 4 de febrero de 1689 y fue bautizada en la localidad de Great Peatling el 16 de febrero de ese año. Se casó con Henry Porter, un comerciante de Birmingham, el 4 de febrero de 1715. Porter no tuvo éxito en sus negocios y heredó algunas deudas a su vuida tras su muerte. La pareja tuvo tres hijos.
En julio de 1735, Elizabeth se casó con el escritor Samuel Johnson, quien era mucho menor que ella. Ambos intentaron fundar una escuela en las afueras de Lichfield, pero al no tener éxito, decidieron trasladarse a Londres. En sus últimos años, Elizabeth sufrió de mala salud, principalmente por su abuso del alcohol y los medicamentos opiáceos. Falleció en 17 de marzo de 1752 a los 63 años y fue enterrada en la iglesia parroquial del municipio de Bromley.